# Święty Armel
Święty Armel (ur. pod koniec V w. w Glamorgan w Walii, zm. ok. 550–570 w Ploërmel lub w St. Armel des Boschaux) – święty kościołów Katolickiego, Starokatolickich, Prawosławnego i Wspólnoty Anglikańskiej.

## Życiorys
Urodził się w Glamorgan w Walii w pod koniec V w. i był kuzynem św. Samsona. Z Walii wraz z grupką mnichów i kuzynem przybył do Bretanii, by tam nawracać i głosić Ewangelię. Na północy Francji założył klasztor, ale musiał stamtąd uciekać, gdyż doszło do zabójstwa wodza, za co winą obarczono walijskich mnichów. Armel uciekł do Paryża, na dwór króla Childeberta I z dynastii Merowingów. Według jednej z legend opisanej w XII-wiecznym rękopisie z Rennes, św. Armel i św. Samson przekonali króla Childeberta I by pomógł Ludhaelowi w walce z Conmorem o tron Kornwalii. Był to ulubiony święty Henryka VII. Jest patronem ludzi z bólem głowy, reumatyzmem i kolką oraz kapelanów szpitalnych, a także miasta Beaumont-la-Ronce.
Zmarł w drugiej połowie VI wieku w klasztorze w Ploërmel (pierwotne miejsce przechowywania jego relikwii) lub w St. Armel des Boschaux, gdzie znajduje się jego grób.

## Legendy
Według legendy, okolice klasztoru zbudowanego przez Armela w St. Armel des Boschaux pustoszył smok. Miejscowa ludność prosiła świętego o pomoc, a ten związał smoka stułą i wrzucił do rzeki Seiche. 
Istnieje teoria, że święty Armel to legendarny król Artur, który po bitwie pod Camlann uciekł do Francji i został mnichem.